# Venus Genetrix (skulptur)

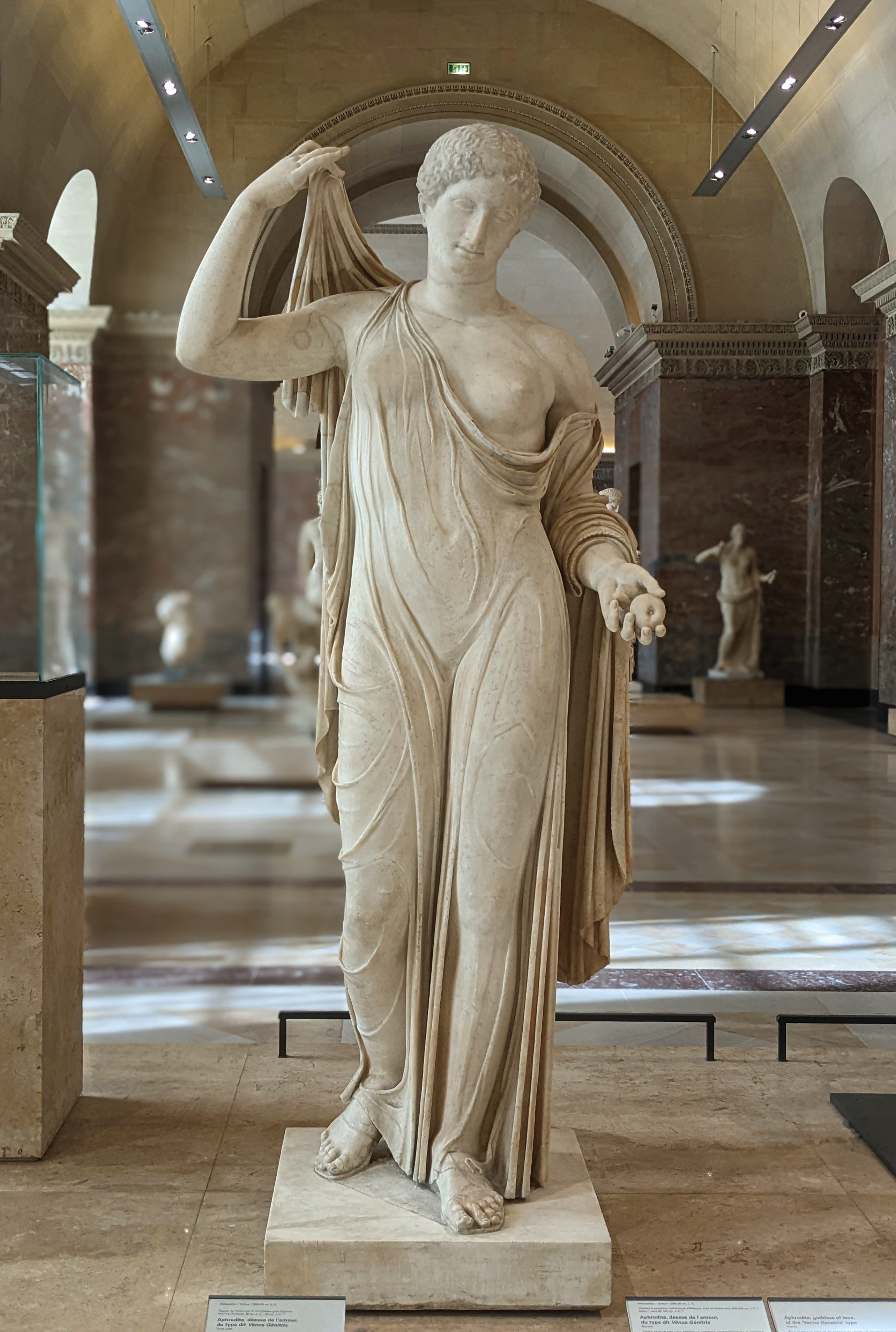
Venus Genitrix på Louvren

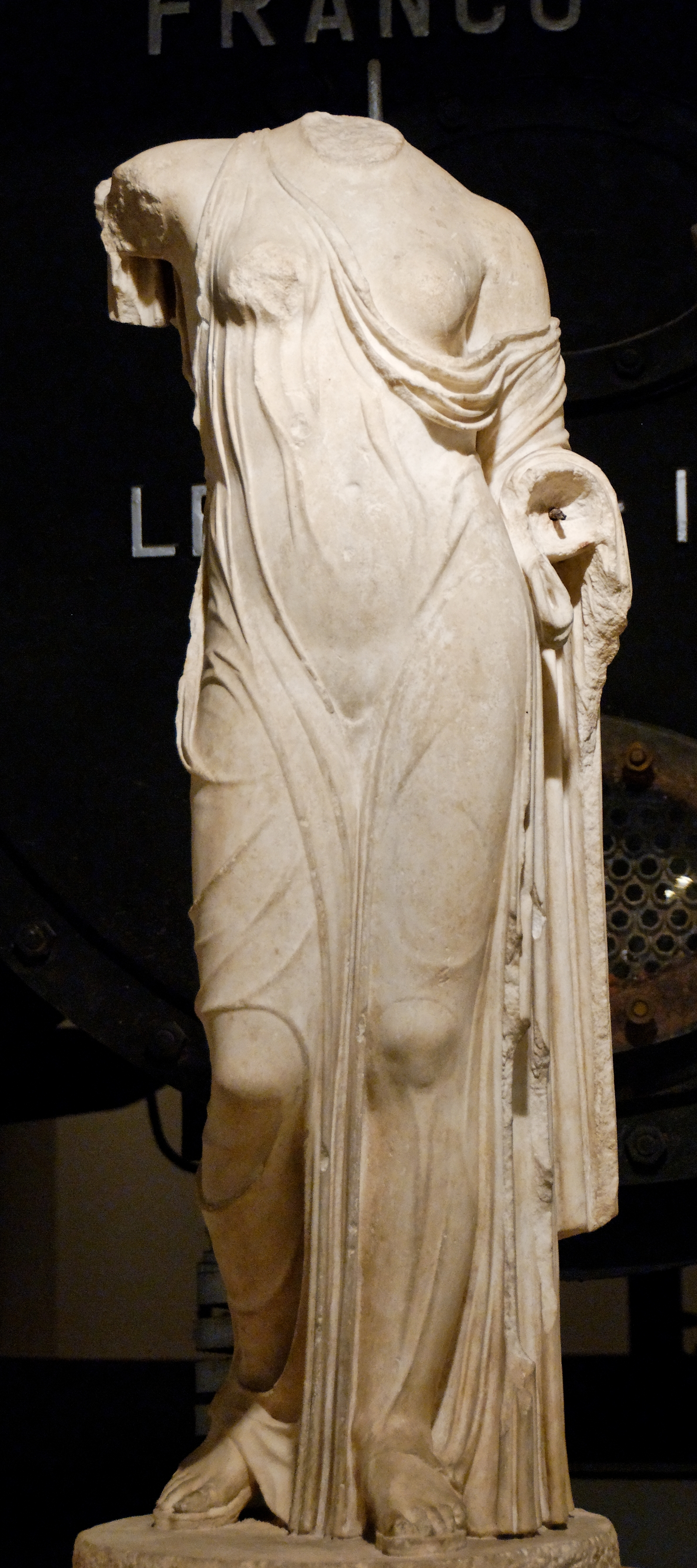
Venus Genetrix (Kapitolinska museerna)

Venus Genetrix är det nuvarande namnet på en specifik typ av staty föreställande gudinnan Afrodite (av romarna kallad Venus). 
Den ursprungliga betydelsen av namnet Venus Genetrix var Venus i hennes egenskap av modergudinna: först som legendarisk anmoder (gens) till Julius Caesars ätt, och därefter som staden Roms och därmed romarrikets beskyddare. 
I skulptursammanhang betecknar detta namn en staty föreställande en påklädd Venus, med endast en bröst bart, hållande fram ett äpple i sin ena hand. Det finns två versioner av denna Venusstaty: en där hon bär en liten Eros på ena axeln, och en utan Eros. 
Den ursprungliga statyn var grekisk, och föreställde Afrodite hållande i det äpple hon vunnit i legenden om herden Paris dom. Den första statyn anses ha gjorts av Kallimachos på 400-talet f.Kr. Denna staty var i brons och alla senare kopior ska ha gjorts med den som förlaga.
Julius Caesar lät år 46 f.Kr. uppföra Venus Genetrix tempel i Rom för att fira Roms seger i slaget vid Farsalos och då ska en kopia av denna staty av gudinnan Afrodite, som av romarna identifierades med Venus, ha gjorts för templet av den grekiske skulptören Arcesilas. 
Venus avbildades sedan på detta sätt i ett stort antal statyer, statyetter och figuriner under romersk tid, och flera statyer av Venus Genetrix-typ finns bevarande.  